# Musée Leblanc-Duvernoy
Pour les articles homonymes, voir Leblanc et Duvernoy.
Le musée Leblanc-Duvernoy est un musée de la ville d'Auxerre riche en faïences, meubles et tableaux.

## Historique et collections
À sa mort en 1926, Paul Leblanc-Duvernoy légua à la ville d’Auxerre sa maison familiale de la rue d’Égleny où, grand amateur de musique, il réunissait ses amis mélomanes et artistes pour des concerts.
Sa maison est devenue un petit musée où subsiste en particulier l’extraordinaire décor du salon de musique, composé d’un ensemble de tapisseries de la manufacture de Beauvais qui faisait partie de la célèbre suite intitulée « histoire de l’empereur de Chine ».
Le musée est en grande partie consacré à la céramique. Il présente une collection de grès de Puisaye et surtout un important ensemble de faïences françaises régionales, parmi lesquelles de très belles pièces issues de la production nivernaise. Les périodes révolutionnaires y sont particulièrement bien représentées. De plus, la donation Pagès représente un enrichissement considérable avec une exceptionnelle collection de faïences patronymiques. S'ajoutent à cela meubles et tableaux, qui enrichissent le décor de leur présence.

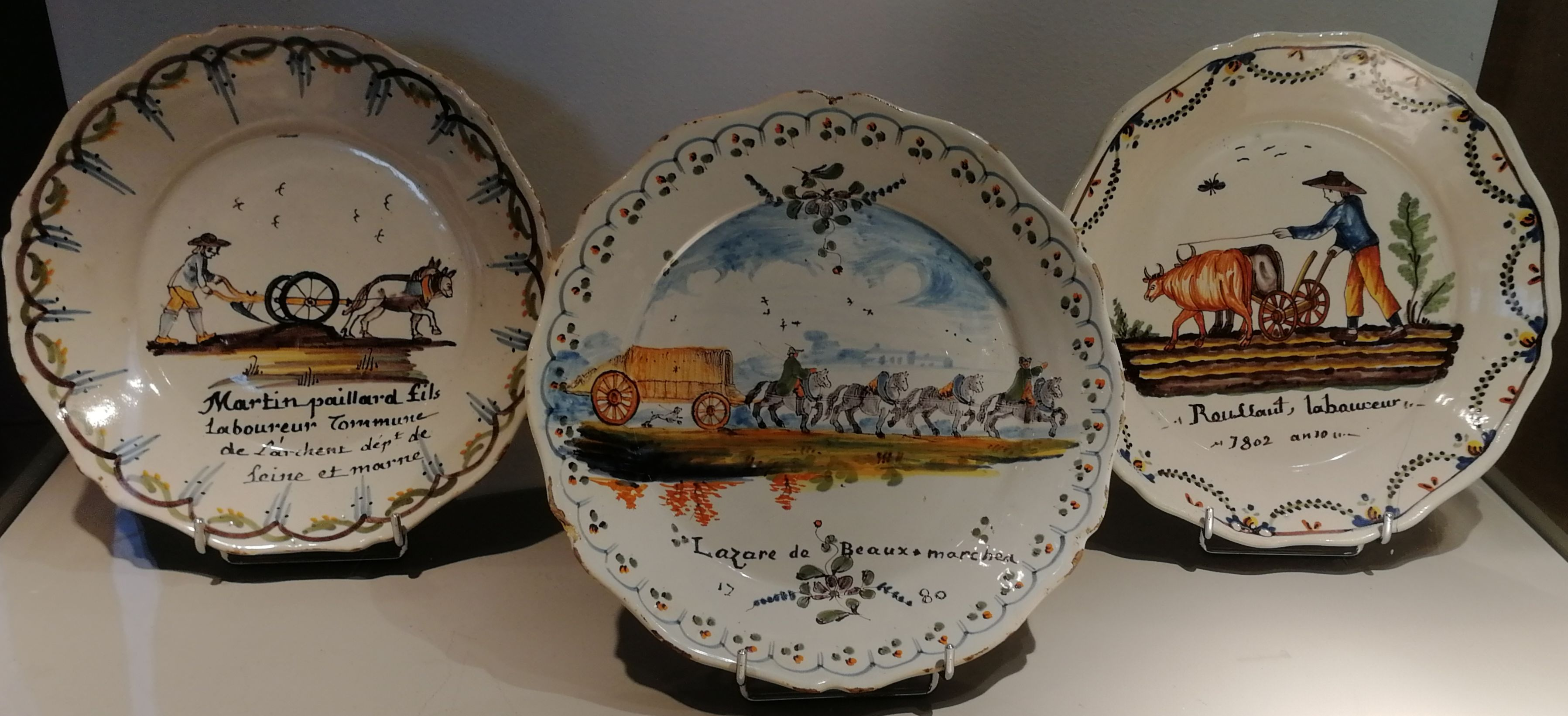
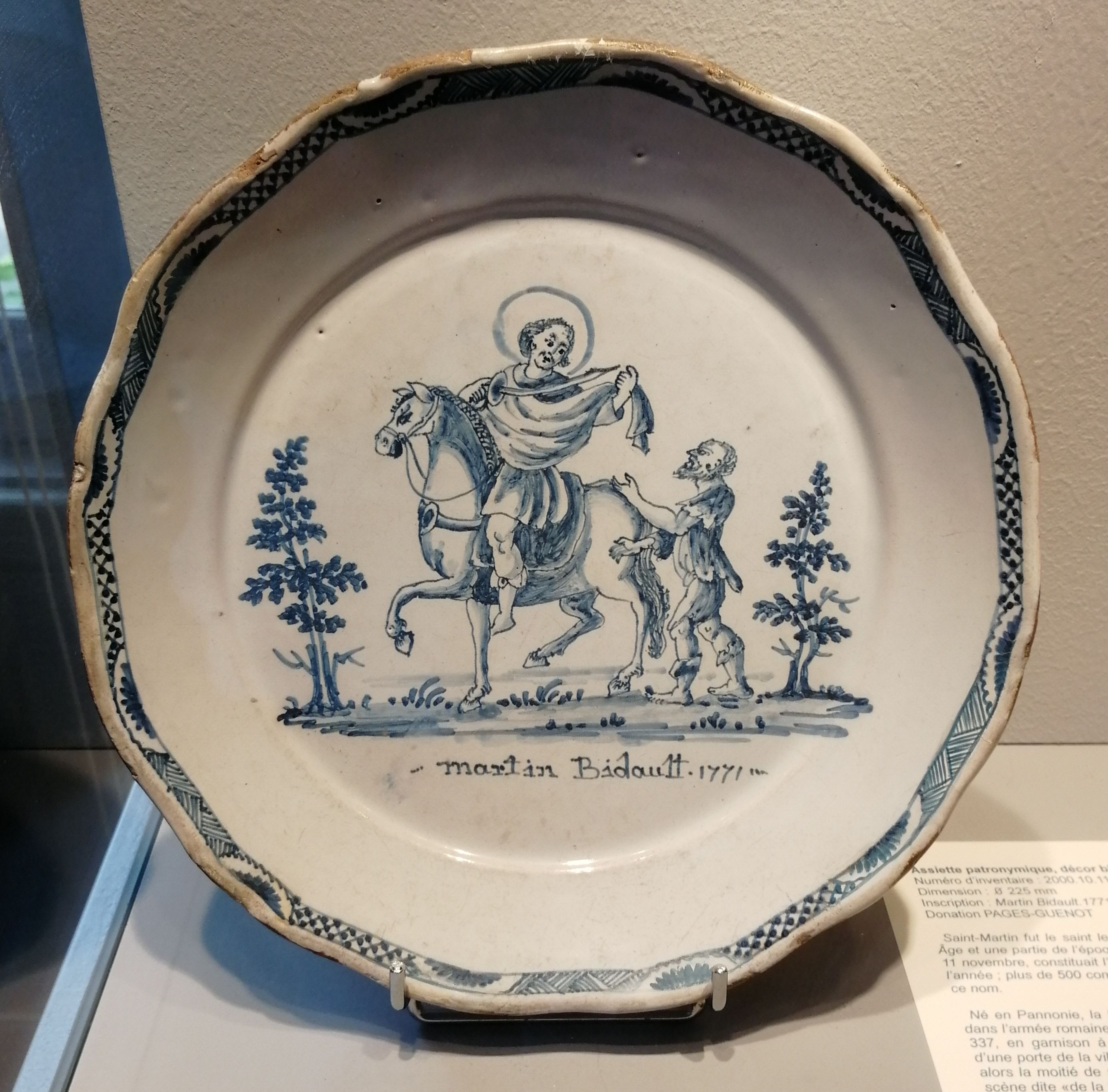
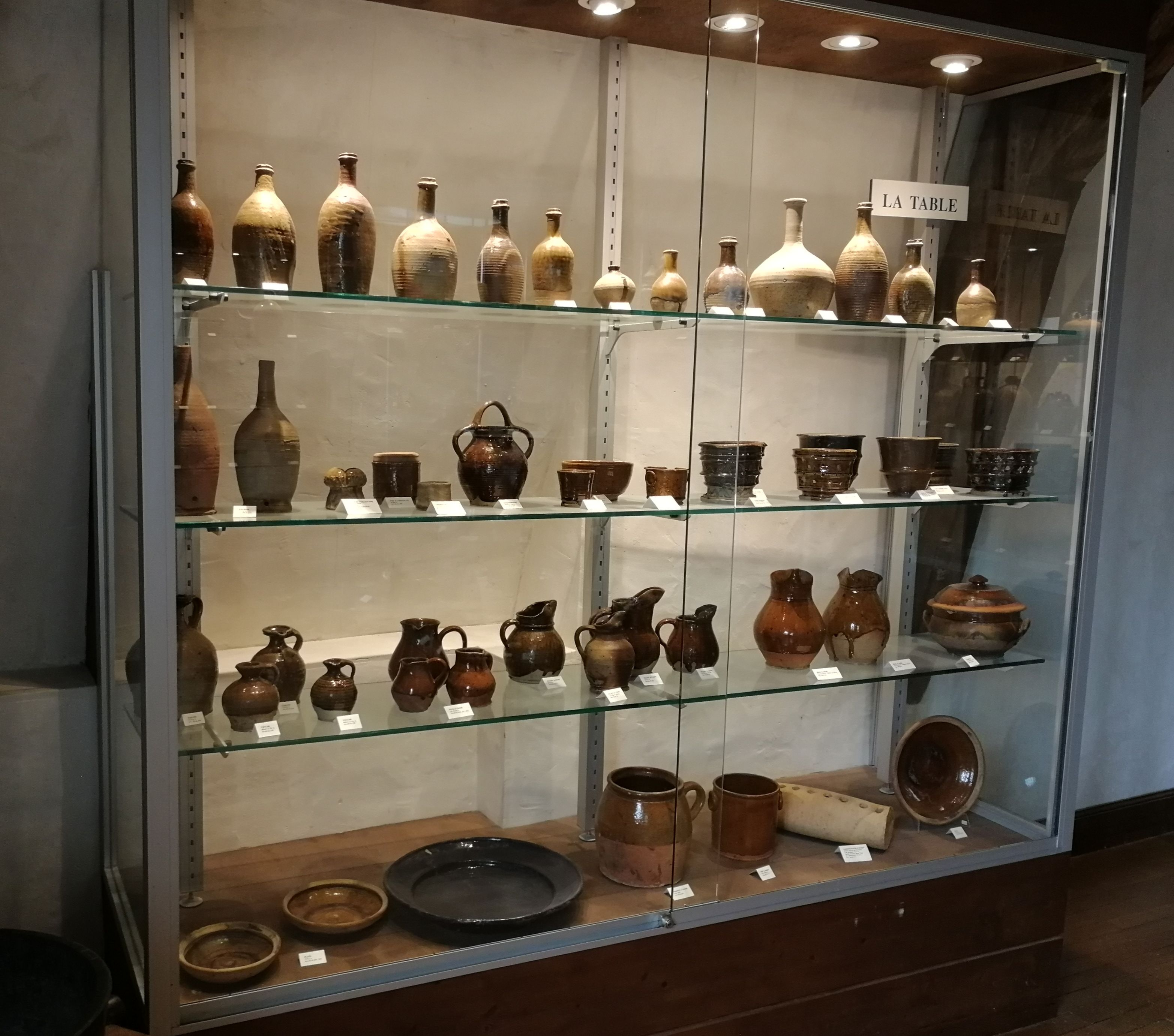
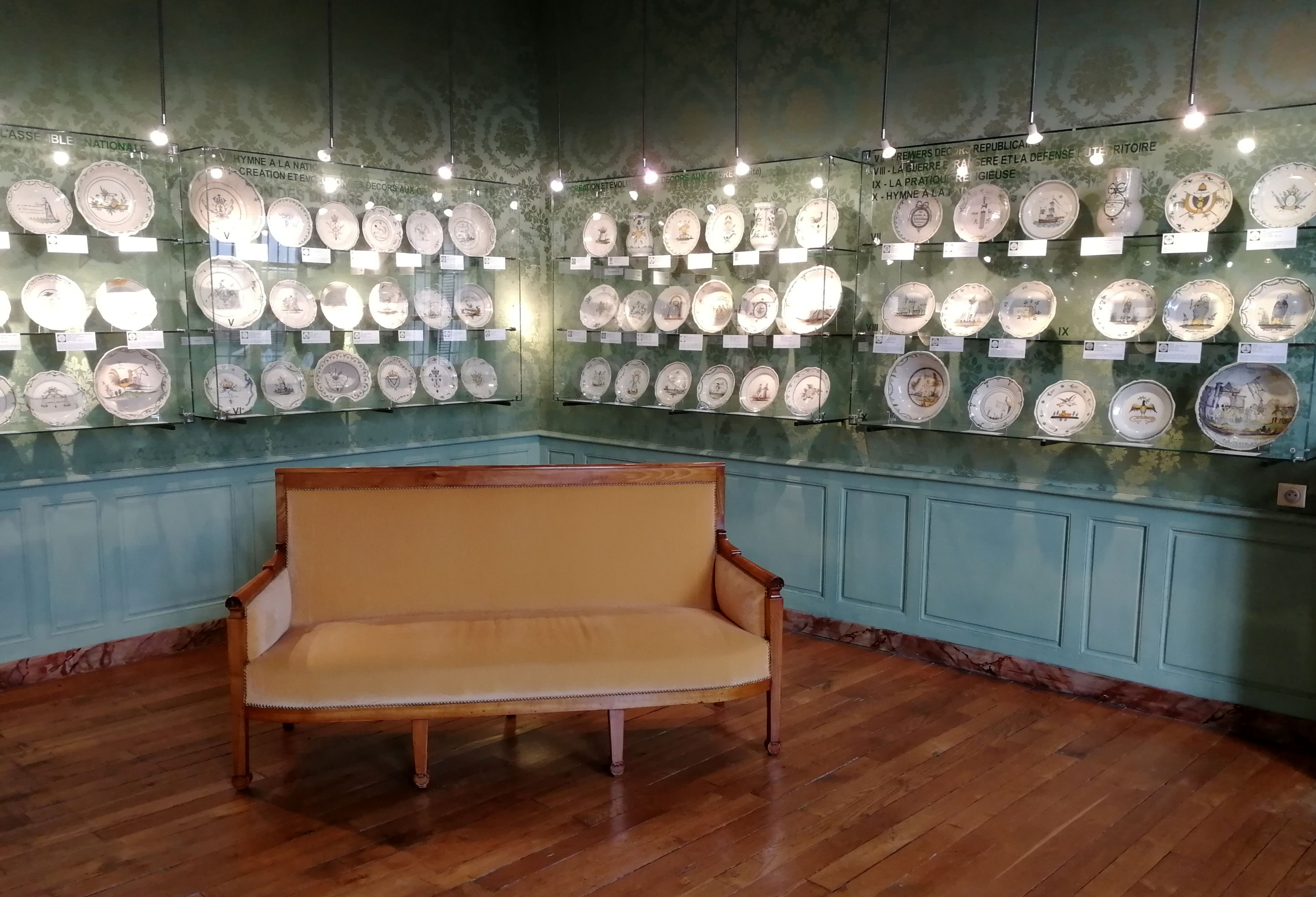

## Tableaux
- Jean-Baptiste Pierre, La Maîtresse d'école[2].
- Jacques Hupin, Nature morte aux pièces d'orfèvrerie, huile sur toile signée 90 par 60 cm[2].
- Henri Antoine de Favannes, Corolian quittant sa famille pour combattre contre sa patrie, huile sur toile, 0,97 par 1,29[2].
- Henri Antoine de Favannes, Corolian supplié par sa femme et sa mère, huile sur toile, 0,97 par 1,29[2].